# Challenger Hamburg 2024
Il Challenger Hamburg 2024 è stato un torneo maschile tennis professionistico. È stata la 5ª edizione del torneo, facente parte della categoria Challenger 50 nell'ambito dell'ATP Challenger Tour 2024, con un montepremi di 36 000 €. Si è giocato dall'11 al 17 marzo 2024 sui campi in cemento indoor del DTB-Stützpunkt di Amburgo, in Germania.

## Partecipanti

### Teste di serie
| Nazionalità | Giocatore           | Ranking* | Testa di serie |
| ----------- | ------------------- | -------- | -------------- |
| Regno Unito | Jan Choinski        | 172      | 1              |
| Giappone    | Sho Shimabukuro     | 173      | 2              |
| Cina        | Bu Yunchaokete      | 175      | 3              |
| Regno Unito | Billy Harris        | 181      | 4              |
| Italia      | Mattia Bellucci     | 184      | 5              |
| Germania    | Rudolf Molleker     | 187      | 6              |
| Svizzera    | Alexander Ritschard | 198      | 7              |
| Svizzera    | Marc-Andrea Hüsler  | 199      | 8              |

* Ranking al 4 marzo 2024.

### Altri partecipanti
I seguenti giocatori hanno ricevuto una wild card per il tabellone principale:
- Nicola Kuhn
- Max Hans Rehberg
- Marko Topo

I seguenti giocatori sono passati dalle qualificazioni:
- Kyle Edmund
- Clément Chidekh
- Rémy Bertola
- Jakub Paul
- Michael Agwi
- Kenny de Schepper

Il seguente giocatore è entrato in tabellone come lucky loser:
- Denis Yevseyev

## Punti e montepremi
| Torneo    | Torneo              | V     | F     | SF    | QF    | 2T  | 1T  | Q | Q2  | Q1  |
| Singolare | Punti               | 50    | 25    | 14    | 8     | 4   | 0   | 3 | 1   | 0   |
| Singolare | Premi in denaro (€) | 4 910 | 2 950 | 1 735 | 1 000 | 600 | 360 | – | 180 | 110 |
| Doppio    | Punti               | 50    | 25    | 14    | 8     | –   | 0   | – | –   | –   |
| Doppio    | Premi in denaro (€) | 1 900 | 1 110 | 670   | 390   | –   | 225 | – | –   | –   |

## Campioni

### Singolare
Henri Squire ha sconfitto in finale  Clément Chidekh con il punteggio di 6–4, 6–2.

### Doppio
Mattia Bellucci /  Rémy Bertola hanno sconfitto in finale  Karol Drzewiecki /  Patrik Niklas-Salminen con il punteggio di 6–4, 7–5.